# Móng rồng Hawaii
Myrica faya là một loài thực vật có hoa trong họ Myricaceae. Loài này được Dryand. mô tả khoa học đầu tiên năm 1789.

## Hình ảnh

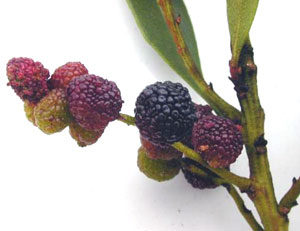
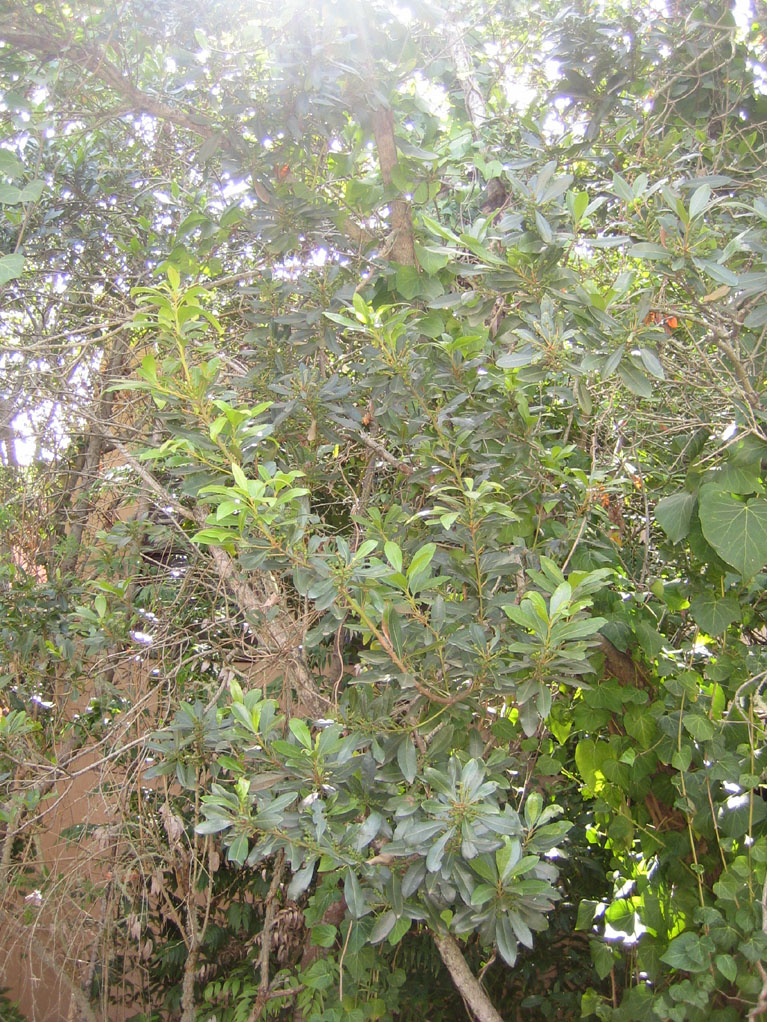
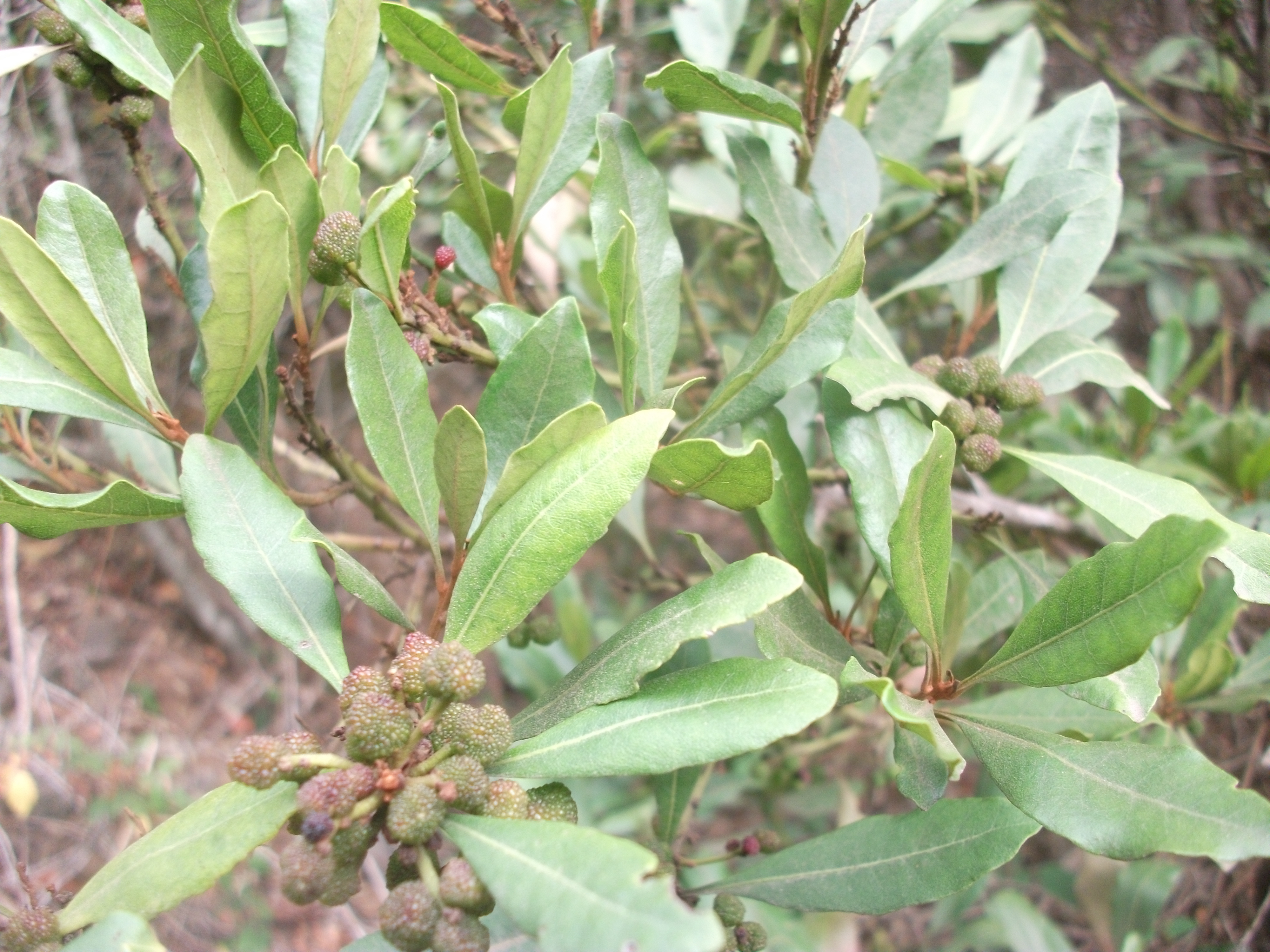
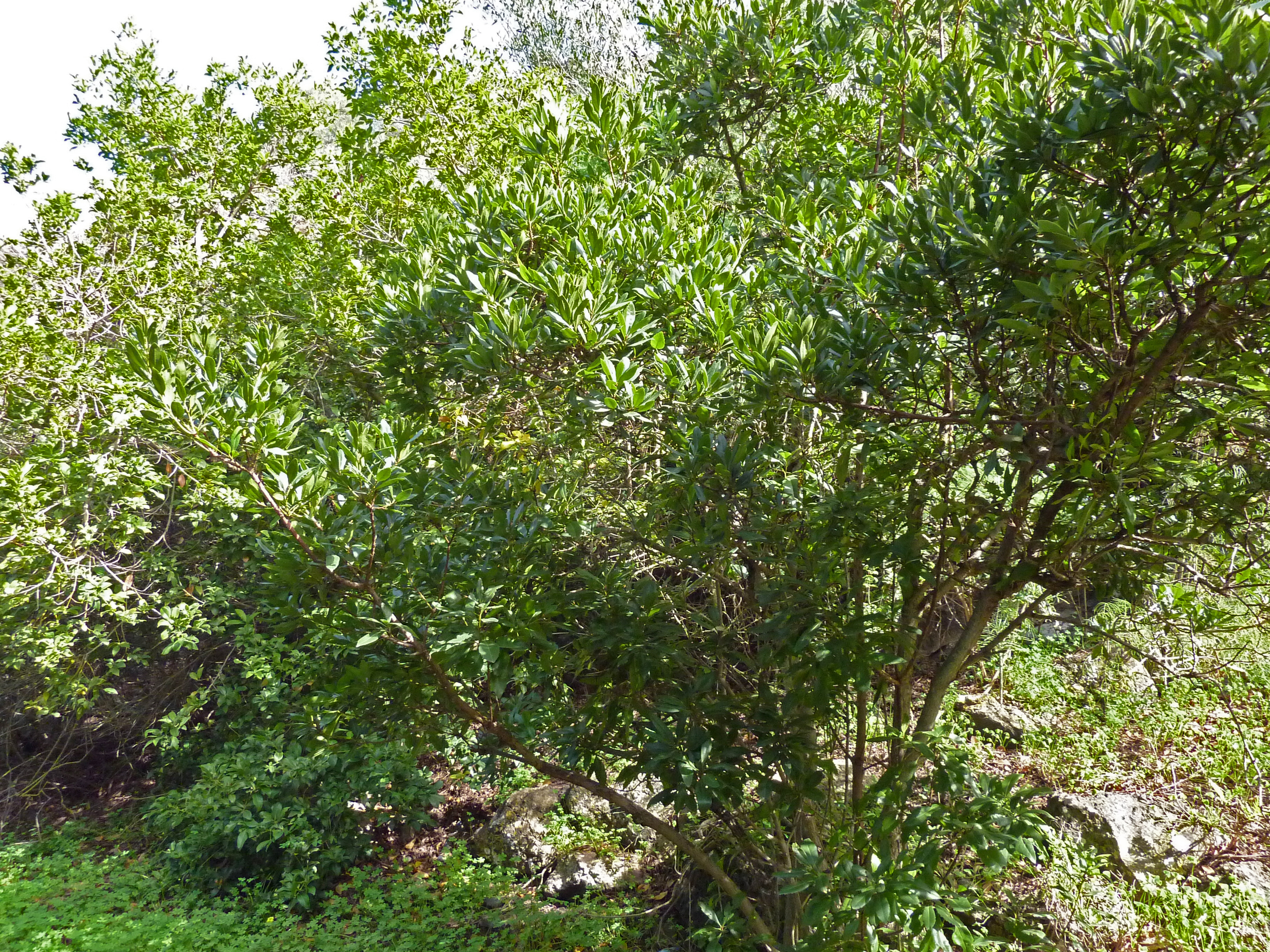